# ورد السلامة
ورد السلامة (ولد في 15 يوليو 1994 في دير الزور، سوريا) لاعب كرة قدم دولي سوري يجيد اللعب في مركز الوسط الأيسر. يلعب حاليا لصالح نادي الفتوة.

## المسيرة الرياضية
نشأ السلامة في الفتوة ثم تم تصعيده للفريق الأول في صيف 2014. في موسم 2014-2015 ساهم في احتلال الفتوة المركز الرابع في المجموعة الثانية وبالتالي البقاء في الدرجة الممتازة. في الموسم التالي 2015-2016 احتل الفتوة المركز السادس في المجموعة الثانية وحافظ على موقعه بين الكبار.
في 4 يناير 2017 قرر خوض أولى تجاربه الاحترافية خارج سوريا عندما وافق على الانتقال إلى الكرخ العراقي بالإعارة حتى نهاية الموسم مقابل مبلغ خمسة آلاف دولار أمريكي. على الرغم من أن السلامة لعب ثلاث عشرة مباراة سجل فيها ستة أهداف وصنع خمسة فإنه فشل في انقاذ الكرخ من الهبوط إلى الدرجة الثانية بعدما احتل المركز التاسع عشر والأخير في بطولة الدوري العراقي الممتاز 2016–17. بينما في بطولة كأس العراق 2016–17 فقد خرج الكرخ من مباراته الأولى بعد تعرضه للخسارة من نفط البصرة في الدور ال32.
قبل بداية موسم 2017-2018 انتقل السلامة إلى الجيش. لعب السلامة تسع عشرة مباراة فسجل ثمانية أهداف وصنع تسعة أهداف وبالتالي ساهم في تتويج الجيش ببطولة الدوري السوري الممتاز 2017–18 بعدما تصدر الترتيب برصيد 56 نقطة بفارق الأهداف عن وصيفه الاتحاد. وبالتالي توج السلامة بأولى بطولاته الشخصية. وأيضا تكرر نفس الإنجاز ولكن هذه المرة في كأس سوريا عندما ساهم السلامة في تتويج الجيش بالبطولة بعدما تغلب في المباراة النهائية على الشرطة 2-0 وبالتالي تتويج السلامة بثاني بطولاته الشخصية. أما في كأس الاتحاد الآسيوي 2018 فقد احتل الجيش المركز الثالث خلف العهد اللبناني والزوراء العراقي وبالتالي خرج من الدور الأول.
في بداية موسم 2018-2019 خرج الجيش من الدور 32 من بطولة كأس العرب للأندية الأبطال 2018–19 بعد خسارته من المريخ السوداني 2-4 في مجموع المباراتين. بعد الخروج مباشرة وافق السلامة على الانتقال إلى الوحدات الأردني. في 6 نوفمبر 2018 قرر الوحدات فسخ عقد السلامة بسبب سوء الأداء. عاد إلى موطنه سوريا مجددا وانضم إلى تشرين لما تبقى من الموسم. ساهم السلامة في احتلال تشرين المركز الثاني في بطولة الدوري السوري الممتاز 2018–19 برصيد 53 نقطة بفارق نقطة واحدة عن البطل الجيش. أما في بطولة كأس سوريا فقد ساهم السلامة في وصول تشرين إلى الدور النصف النهائي حيث خسر من الطليعة بفارق الأهداف خارج الأرض بعد التعادل في مجموع المباراتين 1-1.
في بداية موسم 2019-2020 انتقل السلامة من تشرين إلى الجيش. احتل الجيش حامل اللقب المركز الرابع برصيد 49 نقطة بفارق عشر نقاط عن البطل تشرين. استطاع السلامة تحقيق أولى جوائزه الشخصية عندما حصل على جائزة أفضل صانع أهداف بواقع 14 هدف. أما في بطولة كأس سوريا فقد ساهم السلامة في وصول الجيش إلى الدور النصف النهائي عندما خسر من الوحدة بهدف نظيف. بينما في كأس الاتحاد الآسيوي 2020 فبعدما تعادل الجيش مع المنامة البحريني وفاز على هلال القدس الفلسطيني فإنه بسبب انتشار جائحة فيروس كورونا تم إلغاء البطولة.
في بداية موسم 2020-2021 انتقل السلامة من الجيش إلى تشرين مقابل 40 ألف دولار أمريكي. في بطولة كأس السوبر السوري خسر تشرين من الوحدة بهدف نظيف. لعب السلامة 14 مباراة مسجلا 4 أهداف خلال نصف موسم في بطولة الدوري الممتاز. أما في كأس سوريا فقد خسر تشرين من الجيش 0-1 ليخرج من الدور الثالث. في 8 فبراير 2021 انتقل السلامة من تشرين إلى البكيرية السعودي حتى نهاية الموسم. فشل السلامة في ترك تأثير على فريقه عندما احتل البكيرية المركز السابع عشر برصيد 40 نقطة بفارق نقطتين عن النهضة الناجي من الهبوط في بطولة دوري الدرجة الأولى السعودي وبالتالي الهبوط إلى الدرجة الثانية.
في 3 يوليو 2021 انتقل السلامة من البكيرية إلى المنامة البحريني في عقد يمتد حتى نهاية الموسم. وكان المنامة قد نجح في مفاوضات ضمه بعدما تغلب على منافسة مواطنه الأهلي عليه.

## الأهداف الدولية
قائمة الأهداف والنتائج مع منتخب سوريا الأول.
| # | التاريخ        | المكان                    | الخصم   | الهدف | النتيجة | المسابقة               |
| - | -------------- | ------------------------- | ------- | ----- | ------- | ---------------------- |
| 1 | 19 نوفمبر 2019 | ملعب مكتوم، دبي، الامارات | الفلبين | 0–1   | 0–1     | تصفيات كأس العالم 2022 |

## الألقاب والجوائز
- الأندية
  - الجيش
    - الدوري السوري الممتاز (1): 2017–18
    - كأس سوريا (1): 2017–18
- الشخصية
  - أفضل صانع أهداف في الدوري السوري الممتاز (1): 2019–20